# Lucas Marques
Lucas Rios Marques (* 26. März 1988 in Passos) ist ein ehemaliger brasilianischer Fußballspieler. Der Rechtsfuß lief alternativ als rechter Verteidiger oder als Innenverteidiger auf.

## Karriere
Marques begann seine Laufbahn bei Figueirense FC. 2007 schaffte er hier den Sprung in den Profikader. Am 20. Mai 2007 bestritt er in der Série A sein erstes Spiel als Profi. Im Heimspiel gegen die SE Palmeiras wurde er nach der Halbzeitpause eingewechselt. Dieses blieb zunächst sein einziges Spiel. Erst 2009, nunmehr in der Série B kam der Spieler zum Einsatz, nunmehr aber regelmäßig. Sein erstes Tor als Profi erzielte er in der Staatsmeisterschaft von Santa Catarina am 9. Mai 2009 gegen den Ipatinga FC.
2011 wechselte Marques zum Botafogo FR nach Rio de Janeiro. Hier konnte er sich gleich etablieren und trug hier sein erstes Spiel auf internationaler Klubebene aus. Am 24. August 2011 spielte er in der Copa Sudamericana 2011 gegen Atlético Mineiro. Ab 2015 stand Marques bei der SE Palmeiras aus São Paulo unter Vertrag. Spielte er Anfang des Jahres noch regelmäßig für den Klub, wurde nach der Staatsmeisterschaft von São Paulo an andere Klubs verliehen. Für 2018 kam er zum EC Vitória und zur Saison 2019 an den Botafogo FC (SP).
Nach Auslaufen seines Vertrages Ende 2019 wechselte Marques zum Figueirense FC, wo er 2007 seine Profilaufbahn begann. Im September 2020 gab er seinen Rücktritt als Profispieler bekannt.

## Nationalmannschaft
Beim Sieg der Nationalmannschaft im Copa Roca 2012 bestritt Marques beide Spiele.

## Erfolge
Nationalmannschaft
- Copa Roca: 2012

Botafogo
- Taça Rio: 2012, 2013
- Taça Guanabara: 2013
- Staatsmeisterschaft von Rio de Janeiro: 2013

Palmeiras
- Copa do Brasil: 2015